# Univerzitetni klinični center Maribor
Univerzitetni klinični center Maribor (UKC Maribor) je javni zdravstveni zavod, ki zagotavlja zdravstveno dejavnost na sekundarni in terciarni ravni ter izobraževalno in raziskovalno dejavnost v Mariboru in širši okolici.
Zaposluje več kot 2.900 ljudi in je tako največji zaposlovalec v Mariboru in okolici, ter največja zdravstvena ustanova v severovzhodni Sloveniji. Letno v bolnišnici oskrbijo več kot 51.000 ljudi, katerim je na voljo 1.292 postelj po različnih oddelkih in klinikah.
Predhodnica UKC Maribor je bila Splošna bolnišnica Maribor (SBM). Vlada Republike Slovenije je leta 2007 sprejela odlok, da se bo SBM do leta 2013 preoblikovala v Univerzitetni klinični center Maribor.

## Zgodovina

### Mestna bolnišnica
1. decembra 1799 se je v prostorih takratnega mestnega špitala, na današnjem Slomškovem trgu, odprla nova mestna bolnišnica s 24 posteljami, ki je oskrbo onemoglim in obubožanim nudila do leta 1891.

### Selitev bolnišnice na sedanjo lokacijo
Z večanjem števila prebivalcev v mestu Maribor in okolici je prišla tudi potreba po novi, večji bolnišnici. Konec leta 1855 se je tako bolnišnica iz prostorov na današnjem Slomškovem trgu preselila v Magdalensko predmestje, danes mestna četrt Magdalena, kjer stoji še danes. Začetna kapaciteta je bila 110 postelj. Bolnišnica se je postopoma širila vse do 2. svetovne vojne, ko je zaradi zavezniškega bombardiranja utrpela veliko škode.

### Širitev bolnišnice po 2. svetovni vojni
Največji razvoj in širitev je bolnišnica v Mariboru doživela po 2. svetovni vojni. Zaradi vojne je bilo poškodovanih mnogo zgradb, ki so jih obnovili ter dogradili. Leta 1964 se je začela graditi kirurška stolpnica, ki je bila odprta leta 1976, in s 65,5 m danes velja za 9. najvišjo stavbo v Sloveniji in najvišjo stavbo v Mariboru.

### Preoblikovanje v univerzitetni klinični center
14. aprila 2007 je Vlada republike Slovenije odločila, da bo takrat Splošna bolnišnica Maribor dobila naziv Univerzitetni klinični center Maribor. Bolnišnica je zato morala razviti nove oddelke, na obstoječih pa so morali razširiti vsebino dela. S preoblikovanjem v UKC so se bolnišnici odprla vrata za nadaljnji razvoj ter za mnoge nove projekte, ki bodo v prihodnosti okrepili položaj UKC Maribor, kot najpomembnejše zdravstvene ustanove v tem delu Slovenije.

## UKC Maribor danes
Univerzitetni klinični center Maribor je danes najpomembnejša zdravstvena ustanova v severovzhodni Sloveniji in ena izmed največjih zdravstvenih ustanov v Sloveniji. Zaposluje 2.900 ljudi in je tako največji zaposlovalec v Mariboru in okolici. Zaposlenih je 530 zdravnikov in 1.500 delavcev zdravstvene nege, zaposluje pa tudi fizioterapevte, delovne terapevte, inženirje laboratorijske biomedicine in farmacevtske tehnike ter ostale zdravstvene in nezdravstvene sodelavce. 
Letno se v bolnišnici zdravi 51.000 ljudi, v ambulantah pa opravijo preko 418.000 pregledov. Povprečen čas ležanja v bolnišnici je 7,4 dni, le-ta pa se zaradi intenzivnejšega dela na oddelkih in zdravljenja v enodnevnih bolnišnicah, iz leta v leto krajša.

## Vodstvo bolnišnice
Generalni direktor UKC Maribor je od 1. aprila 2024 zdravnik Vojko Flis, strokovna direktorica je Nataša Marčun Varda.

## Učna bolnišnica
Temeljne dejavnosti UKC Maribor so poleg zdravstvene oskrbe tudi izobraževalna in raziskovalna dejavnost. UKC je tako učna baza za študente Medicinske fakultete v Mariboru, za študente Fakultete za zdravstvene vede v Mariboru ter za dijake Srednje zdravstvene in kozmetične šole Maribor. Bolnišnica je naziv učne bolnišnice dobila že v 80-tih letih 20. stoletja.

## Obnova in širitev UKC Maribor

### Prenova urgentnega centra

#### 1. faza
V sklopu posodobitve mreže urgentnih centrov v Sloveniji se je v letu 2014 začela prenova urgence v prostorih klinike za kirurgijo. Dotrajane prostore so obnovili ter na novo opremili s sodobno opremo, posodobitev je stala 14,1 milijona evrov, od tega je več kot polovico prispevala Evropska unija. S prenovo so pridobili tri krat več prostora, tako je sedaj na voljo 2.000 kvadratnih metrov površin. Prenovljeno urgenco so otvorili novembra 2015, na polno pa bo predvidoma zaživela leta 2016, ko je načrtovana tudi selitev internistične nujne pomoči iz klinike za interno medicino, v prostore nove urgence.

#### 2. faza
Prenovi urgence sledi vpeljevanje novega informacijskega sistema, ter dokončna ureditev urgentnega centra, vključno z novim heliportom na strehi, z direktnim dostopom do reanimacijskih prostorov.

### Onkologija
Novembra 2011 se je začela gradnja novega onkološkega oddelka na južni strani UKC Maribor. Projekt v vrednosti 35 milijonov evrov, od katerih je 5 milijonov prispevala Švica iz kohezijskih sredstev, predstavlja zelo veliko pridobitev na področju zdravljenja onkoloških bolnikov v celotni Sloveniji. Do otvoritve onkologije v Mariboru, je v Sloveniji namreč deloval le onkološki inštitut v Ljubljani, v katerega so se vozili bolniki iz vse Slovenije. 
Projekt je bil izveden v dveh fazah, v prvi so se zgradili kletni prostori in podzemni hodnik, v drugi pa nadzemni del zgradbe. Gradnja se je zaključila leta 2013, do decembra 2015 pa je bil oddelek tudi v celoti opremljen. Slavnostna otvoritev je bila 1. decembra 2015, prve bolnike pa so začeli sprejemati v začetku leta 2016. Nov oddelek bo v celoti zaživel predvidoma do konca leta 2017, skupaj pa bo prinesel okoli 70 novih delovnih mest. Aktualni direktor Anton Crnjac je junija 2021 napovedal nadgradnjo oddelka.

### Prizidek h kliniki za interno medicino
Novembra 2015 so se začela dela za gradnjo novega prizidka h kliniki za interno medicino. Projekt, ki je ocenjen na 2,7 milijona evrov bo prinesel nove prostore ter novo rentgensko napravo.